# 袋風
袋風（ふくろかぜ）は、強風による家屋の倒壊現象の一種。台風などの際、木造家屋などの建築物が風上の開口部に強風を受け、室内の気圧上昇により、紙袋が膨れるかのように崩壊する現象である。
多くの場合、屋根が飛ばされる。近年では高層ビルディングの窓ガラスが袋風で破損する事例が報告されている。

## 袋風による家屋倒壊の防止方法
- 瓦に代表される、重量のある屋根材を使用する。
- 屋根に岩石などの重しを載せる。
- 風下側などにも開口部を設け、建築物内の気圧の上昇を防止する。